# Хермагор Амфиполски
Хермагор Амфиполски (на старогръцки: Ἑρμαγόρας ὁ Ἀμφιπολίτης) е античен македонски гръцки философ, стоик от III век пр. Хр.

## Биография
Роден е в Амфиполис, съдейки по прякора му Амфиполец (Ἀμφιπολίτης). Хермагор е ученик на кипъреца Персей от Китион в двора на Антигон II Гонат. Споменат е единствено в „Суда“ (X век), където се дават заглавията на няколко негови диалога, сред които „Мразещият кучета“ или „Мразещия кинизма“ (Μισοκύων), един том „За нещастията“ (Περὶ ἀτυχημάτων), „За гадаенето на яйце“ (Έκχυτος), „За софизма“ (Περὶ σοφιστείας), адресиран до академиците.